# Логово (Смоленская область)
Логово — деревня в Велижском районе Смоленской области России. Входит в состав Ситьковского сельского поселения. Население — 246 жителей (2007 год).
Расположена в северо-западной части области в 15 км к северо-востоку от Велижа, в 18 км севернее автодороги Р133 Смоленск — Невель. В 82 км южнее деревни расположена железнодорожная станция Рудня на линии Смоленск — Витебск. Граничит с псковской областью (разделены речкой «Стодолинской», которая протекает в двух километрах от деревни).

## История
В годы революции 1912 г. на территории нынешней деревни находились хутора (разбросанные друг от друга на большое расстояние), которые во время коллективизации объединились в разорившийся колхоз имени Куйбышева. Первая школа в деревне была создана в 1910 г. В восьмидесятых годах рядом выстроили современную кирпичную школу и интернат для детей из соседних деревень. В настоящее время на месте старой школы установлен памятник, а интернат уже не действует.
В деревне родились такие знаменитые люди как Иван Маркович Козлов-Ропинский (поэт) и Александр Владимирович Шляпин (писатель-сценарист, лауреат международного конкурса Евразия 2008 год).
Работает фермерское хозяйство в 2015 г. ООО "АГРО-Велиж" из 250 коров, поставляя молоко по 22 руб. за литр в Смоленск. Это один из поставщиков качественного фермерского молока в окрестностях города Смоленска. Гендиректор Тимур Фарукшин, специалист-аналитик по интернет технологиям, работал в г.Москве по заказам и министерства Казахстана. Поездка до Смоленска занимает около 2 часов.
В годы Великой Отечественной войны деревня была оккупирована гитлеровскими войсками в июле 1941 года, освобождена в сентябре 1943 года.